# Zombey
Zombey (bürgerlich Michael Rankl; * 12. Oktober 1992 in München) ist ein deutscher Webvideoproduzent, der durch Veröffentlichung von Let’s Plays auf YouTube Bekanntheit erlangte. Er gehörte 2017 zu den 50 erfolgreichsten Let’s-Playern und Gaming-YouTubern des deutschsprachigen Raums (Platz 8 nach Abonnenten und Platz 14 nach Videoabrufen) und 2016 schrieb Playnation, dass er „als Urgestein der Szene“ gelte.

## Werdegang auf YouTube
Der Nickname „Zombey“ leitet sich nach eigener Aussage von einem Ausruf her, den Rankl als Kind mit einem Freund beim Spielen von Zombie-Spielen verwendete. Im November 2010 erstellte er einen YouTube-Kanal mit dem Namen z0mb3yz0ck und lud dort seine ersten Let's-Play-Videos hoch. Diese Leetspeak-Variante seines Nicknames stellte sich jedoch als zu schwierig heraus. Daher übernahm Rankl den bereits existierenden Kanal Zombey von dessen Vorbesitzer und lädt dort seit dem 14. Oktober 2011 Videos hoch. z0mb3yz0ck ist seitdem inaktiv. Am 1. März 2013 nahm Rankl am Livestream Event Last Man Standing für das Team Let’s Play Together teil. Derzeit (Stand: 23. März 2024) hat der Kanal Zombey etwa 2,1 Millionen Abonnenten.
Zu Zombeys Markenzeichen gehört der Kanal-Avatar, der einen Mann mit einem lila Zylinder und Monokel darstellt. Häufig entstehen die Videos in Zusammenarbeit mit den befreundeten YouTubern Paluten, GermanLetsPlay und Maudado, die sich zusammen mit Zombey als „Freedom Squad“ bezeichnen. Häufig präsentierte Spiele sind zum Beispiel Minecraft, Monster Hunter und Grand Theft Auto V. Darüber hinaus hat Zombey eine besondere Vorliebe für Computer-Rollenspiele, aber auch Spiele, in denen man Rätsel lösen muss. Unregelmäßig veranstaltet er Livestreams auf Twitch, die teilweise von ihm auf seinem zweiten Kanal, Zombey Stream-Archiv, hochgeladen werden. Der Kanal Zombey Stream-Archiv hat derzeit (Stand: 23. März 2024) ca. 165.000 Abonnenten. Des Weiteren veröffentlicht er seit Anfang des Jahres 2024 auf dem Kanal Zombey Uncut regelmäßig verschiedene Projekte wie ein Minecraft Projekt mit dem Namen „Buben SMP“ sowie ein Projekt zur Modifikation Trouble in Terrorist Town des Videospiels Garry’s Mod zusammen mit den „Buben“. Die „Buben“ sind ein Kollektiv aus den Gaming-YouTubern MythosOfGaming, MAveExplorers, myFLASHware und FulltimeGames. Der Kanal Zombey Uncut hat derzeit (Stand: 23. März 2024) ca. 73.000 Abonnenten.
Seit 2012 gehört Zombey zum Team von gronkh.de, einer Gruppe von Webvideoproduzenten rund um den Let's-Player Gronkh. Gemeinsam wechselte diese Gruppe 2014 zum Multi-Channel-Network Studio 71, dem Zombey bis 2021 angehörte. Die Verwaltung des YouTube-Kanals Zombey lag lange Zeit bei der PlayMassive GmbH, die von den beiden gronkh.de-Mitgliedern Gronkh und Sarazar gegründet wurde.
Anfang 2021 trat Zombey neben dem bisherigen Multi-Channel-Netzwerk Studio 71 auch der neu gegründeten „1UP Management“ bei, der unter anderem auch Gronkh angehört.

## Streams auf Twitch
Mittlerweile streamt Zombey auch auf der Streaming-Plattform Twitch. Dort streamt er verschiedene Spiele, wie Monster Hunter Rise und Destiny 2, mitunter auch zusammen mit anderen Streamern. Er hat rund 465.000 Follower. Seit Februar 2022 kann man bei ihm auch kostenpflichtige Abonnements abschließen.

## Privates
Zombey heißt bürgerlich Michael Rankl und hat nach eigenen Angaben ein Hochschulstudium abgeschlossen. Geboren und aufgewachsen ist er in München. Seine Eltern waren bereits in seiner Kindheit getrennt, Rankl wuchs bei seinem Vater auf. Seine Partnerin ist auf YouTube unter dem Nickname MissChessie aktiv und produzierte zwischenzeitig Videos zum Thema Hundehaltung. Zombey und MissChessie besitzen drei Hunde. Er stammt laut eigener Aussage aus Bayern und lebte zeitweise in Hessen.
In seinem FAQ wird klar, dass er private Angaben (wie seinen Studiengang oder Wohnort) geheim hält und der Meinung ist, diese seien nicht wichtig für die Öffentlichkeit. Sein Gesicht zeigt er ebenfalls nur ungern.
Zombey versucht sich, abgesehen von seinen Videos, aus der Öffentlichkeit fernzuhalten, weshalb er keine Conventions besucht oder Merchandise verkauft. Ebenfalls bezeichnet er seine Abonnenten nicht als Fans und bittet diese, sich selbst auch nicht als solche zu bezeichnen.